# シャーロック・ホームズと賢者の石
『シャーロック・ホームズと賢者の石』（シャーロック・ボームズとけんじゃのいし）は2007年に光文社から刊行された五十嵐貴久の小説。

## 概要
シャーロック・ホームズシリーズの聖典において描かれなかったシャーロック・ホームズにまつわる「真実」を描いた4つの短編を収録したパスティーシュ。短編自体はそれぞれ独立した話となっており、本作の解釈における設定面での整合性は無い。
2006年から2007年に『ジャーロ』で連載され、2007年6月にカッパ・ノベルスで単行本化、2009年に光文社文庫より文庫版が刊行された。また2008年3月に日本シャーロック・ホームズ・クラブ主催の第30回シャーロック・ホームズ大賞を受賞した。

## 収録作品
彼が死んだ理由―ライヘンバッハの真実
パブから飲んだ後の帰りの夜、ホームズはワトスンに拳銃を突きつける。ホームズはワトスンの描いたホームズの伝記の原稿を偶然読み、その中で自分が作中で死亡しているのを見て、ワトスンが自分を殺そうと計画しているというのだ。問い詰められたワトスンはホームズを「死亡」させなければならなかった事情を語りだす。そして2人の間に起きた悶着はライヘンバッハの滝でのホームズの死亡そしてその8年後にホームズが再び表舞台に現れた真実へと繋がる。
最強の男―バリツの真実
ある時、暇を持て余すホームズは、ワトスンからモリアーティとの対決の際、フェンシングの達人であるモリアーティの攻撃をどうやって凌いだのかを質問される。しかしホームズはそれに関わる事を話すのに難色を示す。それはホームズが「自分の不名誉な事」として忌んでいたある出来事と関係していたからだった。その発端は兄・マイクロフトからイギリスに来英しているブラジルの大統領暗殺計画を阻止してほしいという依頼からだった。大統領暗殺犯の目星をつけたホームズは、実行犯のアジトに向かうが、そこで後のある一族の始祖となる一人の男と遭遇する。　
賢者の石―引退後の真実
探偵業を引退して、アメリカ・ニューヨークで静養するホームズとワトスンの元に、ニューヨーク市警警部を伴った高名な歴史学者・ヘンリーから息子を助けてほしいと依頼される。ヘンリーは賢者の石を発見、ドイツ軍がその価値に目をつけたため、政府の要請を受けたニューヨーク市警が侵入が容易ではないホテルでヘンリー達家族を厳重に警備したにもかかわらずに、息子がドイツ軍のスパイに誘拐されたという。ホームズは真相解明に乗り出し、この不可解な事件の謎を解き明かしていく。そして、その息子は後に世界を駆け巡る有名な男となる運命が持っていた。
英国公使館の謎―半年間の空白の真実
舞台は明治22年の日本、元徳川幕府御家人の英国公使館日本語書記・武田敬之助は同僚のアストンから公使館内で殺人事件が起きたという知らせを受けて現場に駆けつける。現場となった応接室では娼婦が内臓を取り出された状態で死んでいた凄惨な様相を呈していた。アストンから娼婦の素性の調査と検視を担当する医者探しを頼まれた敬之助は、その頼みを果たし、息子の敬二と医師の吉田雀庵を引き連れ公使館に戻った時、英国公使ヒュー・フレイザーは事件があった報告は一切受けていないと言い出した上に、現場は死体どころか凄惨な事件があった痕跡が一切無くなっていた。しかも事件を知っているはずの関係者も、殺人事件は無かったと証言する。疑念を抱いた敬之助と敬之助独自に真相を調べるが、それはホームズが追跡していた猟奇殺人事件の真相、そして一人の作家誕生のきっかけに結びつく。　

## 主な登場人物
シャーロック・ホームズ
『シャーロック・ホームズシリーズ』の主人公で卓越した観察眼と推理力を持ったイギリスで有名な名探偵。
「彼が死んだ理由」ではいつもは自分が解決した事件の手柄を警察には譲っていた反面、本心では周囲に自分の能力を称賛されたい自己顕示欲を持ったプライドの高い一面を覗かせる。「賢者の石」ではサセックス州で隠居生活を送っていたが、持病の神経症が悪化し、その療養のためワトスンとニューヨークを訪れていた。
ジョン・H・ワトスン
『シャーロック・ホームズシリーズ』の語り部でホームズの友人兼助手。
「彼が死んだ理由」では女癖が悪く愛人に手を焼いていたり、犯罪に巻き込まれ命の危機に瀕することやホームズの引き立て役に嫌気がさしたことが語られている。また歴史小説を書きたいようだが世間から良い評価を得ていない様子。「賢者の石」においてマイクロフトと共にホームズのニューヨーク行きを決めた。

## 真相
彼が死んだ理由―ライヘンバッハの真実
ライヘンバッハの滝でのホームズとモリアーティの対決はワトスンの創作で、モリアーティ自体もホームズの特徴を誇張させた架空の人物だった。ホームズの冒険譚の人気は低迷しているため、ストランド・マガジン編集者から話を終わらせることを提案され、愛人との手切れ金となる原稿料を引き換えに描いたものだった。ワトスン自身は本当にホームズを殺すつもりはなく2人で世界旅行をして姿をくらまそうと考えていたが、それを良しとしないホームズにさらに問い詰められて、今までの不満までぶちまけたため、ホームズに射殺されてしまう。その後、ホームズは自分で自らの伝記を執筆するため、探偵業を休止し推理での集中力を小説の文章力向上に向けて特訓に励んだ。その8年後に『バスカヴィル家の犬』を発表した。
最強の男―バリツの真実
ホームズが出会った男は小柄な子供で、ホームズは男を暗殺犯の仲間だと思い取り押さえようとするが、男は拳闘に自信のあったホームズの攻撃をかわした上にホームズを締め落とし、逆に捕えてしまっていた。男の名前はガスタンといい、正体はブラジル政府から派遣された捜査官で、ホームズを犯人の一味だと誤解していた。そして互いの誤解が解けた後、ホームズと男は協力して暗殺犯を捕まえた。そしてホームズは彼の元でバリツを習ったが、ホームズは自分よりも小さいガスタンに敗北を喫したことを不名誉な出来事とした。尚、ガスタンのフルネームはガスタン・グレイシー、ブラジルに帰国し家族を設けた彼は、いずれ日本の柔道家を倒す息子に「エリオ」と名付けようとしていた。その後、エリオ・グレイシーが木村政彦と一戦を交えて以来、グレイシー一族は日本格闘家との因縁の対決を繰り広げるようになる。　
賢者の石―引退後の真実
ホームズは少年が自らの意思でホテルを出たという結論を導き出す。その頃、少年は隣のホテルでドイツ軍に追われ、屋上に追い詰められていた。最上階フロアで爆発が起き、少年は屋上の避雷針にしがみついて非難、2回目の爆発が起きた時、避雷針が自身が宿泊していたホテルの方向に折れ、ホームズらの元に帰ってきた。
少年がホテルを出て行った動機はニューヨークの名所を見て回りたいという好奇心であり、その妨げとなるドイツ軍を捕まえようとしたことだった。そこで少年は警備側がホテルから出ていく者への意識が薄いところに目をつけ、ベルボーイに扮してホテルから出て、ドイツ軍が潜伏する隣のホテルに侵入したのだ。そこで軍が泊まっている部屋の最上階にある武器を爆破しようとしたが、途中で犬を発見したため屋上に逃げざるを得なかった。避雷針が折れたのは少年が軍から盗んだダイナマイトで自発的に爆発させたからだった。
少年の活躍によって、スパイを率いていたフォン・ボルク大佐は逃したものの、大多数のスパイを検挙することが出来た。そんな中、ホームズは少年が拾った犬に「インディアナ」、ヘンリー・ジョーンズにジュニアと呼ばれるのを嫌がる少年に「インディ・ジョーンズ」と名付け、インディに自分の鞭を贈ったのだった。
英国公使館の謎―半年間の空白の真実
敬之助親子はフレイザーが何かを知っていると睨み英国公使館から出たフレイザーを尾行、境内にある私娼窟までたどり着くが、そこでは英国公使館の庭師に扮していたホームズが吉田雀庵を倒し捕えていた光景があった。実は雀庵こそイギリスで次々と娼婦を殺害してきた切り裂きジャックだった。ホームズは持ち前の推理力で職業は医師とされる切り裂きジャックの正体としてイギリスに留学し、そこで留学の寂しさを紛らわすために買った娼婦に性病をうつされたことがある雀庵に目星をつけ、その確証を得るためにロンドン警視庁の要請で来日し、雀庵に正体を気取られないために庭師として潜伏していた。さらに英国公使館で起きた殺人事件はホームズとフレイザー以下公使館関係者による自作自演で、敬之助が現場に雀庵を連れて行き、雀庵がさらなる犯行を企てさせるために仕向けた心理トラップだった。雀庵は護送中、隠し持っていた毒を以て自殺。兼ねてより劇評を書いていた敬二は、ホームズのような探偵が不可解な事件を解決する過程を執筆したいと新聞記者を志し、万一名探偵がいなかったら自分で創作していこうと目標を掲げる。かくして大正6年、45歳の敬二は雑誌『文芸倶楽部』に岡本綺堂のペンネームで『半七捕物帳』の第一話を掲載するのだった。